# Doronicum austriacum
Doronicum austriacum là một loài thực vật có hoa trong họ Cúc. Loài này được Jacq. mô tả khoa học đầu tiên năm 1774.